# 两渡镇
两渡镇，是中华人民共和国山西省晋中市灵石县下辖的一个乡镇级行政单位。

## 行政区划
两渡镇下辖以下地区：
两渡社区、曙光社区第一社区、曙光社区第二社区、两渡村、索洲村、崔家沟村、冷泉村、桑平峪村、贺家庄村、集屯村、徐家山村、房家庄村、曹村、军营坊村、新庄村、景家沟村、圪台村、张村、杨家垣村、西后庄村和南续村。

## 中国传统村落
冷泉村获评“中国传统村落”。